# Xime
Pour plus de détails, voir Fiche technique et Distribution.
Xime est un film bissau-guinéen et néerlandais réalisé par Sana Na N'Hada, sorti en 1994.

## Synopsis
Au début des années 1960, dans le village de Xime en Guinée-Bissau, Iala, père de Raul et de Bedan, s'inquiète pour ses deux fils. L'ainé, Raul, animé par des désirs de révolte, est recherché par  les autorités coloniales portugaises, alors qu'il fait des études à Bissau, chez les religieux. Bedan, le cadet, un jeune homme turbulent encore adolescent, arrive à l'âge où il doit se soumettre, avec réticence aux rituels traditionnels de passage à l'âge adulte. Pour tous, des temps difficiles se profilent.

## Fiche technique
- Titre : Xime
- Réalisation : Sana Na N'Hada
- Scénario : Sana Na N'Hada et Joop van Wijk
- Photographie : Melle van Essen
- Décors : Anet Wilgenhof
- Son : Philippe Sénéchal
- Musique : Malam Mane et Patricio Wang
- Montage : Anita Fernández
- Production : Joop van Wijk, Jacques Bidou, Jean-Pierre Gallepe, Hillie Molenaar
- Sociétés de production : Arco Iris, Cap Vert, Les Matins Films, Molenwiek Film BV, Nederlandse Omroepstichting
- Pays d'origine :  Guinée-Bissau,  Pays-Bas
- Format : Couleurs - 35 mm - 1,66:1
- Genre : drame
- Durée : 95 minutes
- Date de sortie : 11 septembre 1994, Festival international du film de Toronto ; 9 novembre 1995, Pays-Bas

## Distribution
- Aful Macka : Iala
- Justino Neto : Raul
- José Tamba : Bedan
- Etelvina Gomes : N'dai
- Juan Carlos Tajes : Cunha
- Jacqueline Camara
- Saene Nanque
- Namba Na Nfadan

## Distinctions et récompenses
- Festival de Cannes 1994, sélection en section Un certain regard[1]
- Festival international du film d'Amiens 1994, Prix spécial du jury[2]
- Prix spécial du jury au Festival du premier film d'Annonay 1995
- Prix de la communication interculturelle  à Vues d'Afrique 1995.
- Le film est également primé aux Journées cinématographiques de Carthage.